# 성사달
성사달(成士達, ? ~ 1380년)는 고려 후기의 문신으로, 초명은 성원달(成元達), 자는 겸선(兼善), 호는 역암(易菴)이며 본관은 창녕(昌寧)이다. 성희안(成希顔)의 고조이다.

## 생애
1341년(충혜왕 복위 2) 김광재(金光載)가 주관한 성균시(成均試)에 장원으로 합격했고, 이후 예문관(藝文館)의 관직을 역임한 것으로 보아 몇 년 되지 않아 문과에도 급제한 듯하다.
이 무렵 성사달로 개명했고, 1346년(충목왕 2) 연복사종(演福寺鐘)의 명(銘)을 새길 때 예문검열(藝文檢閱)로서 참여했다.
1352년(공민왕 원년) 대호군(大護軍)으로서 정방(政房)에서 사사로이 벼슬 40여 건을 수여하였다는 죄명으로 하옥되었으나, 이후 복직되어, 1361년(공민왕 10) 홍건적(紅巾賊)의 침입 때 왕을 호종(扈從)했고, 1363년(공민왕 12) 김용(金鏞)이 흥왕사(興王寺)에서 난을 일으켰을 때 왕을 모시고 피난했다.
같은 해 판전교시사(判典校寺事)로 재임 중, 논공행상(論功行賞)에서 두 차례 1등공신에 책록되어 추충협리공신(推忠協理功臣)호를 받았고, 이듬해 교주도병마사(交州道兵馬使)로서 여진(女眞)의 삼선(三善)·삼개(三介) 등이 홀면(忽面), 삼철(三撤)에 침입하므로 정병(精兵) 500명을 거느리고 나아가 막았다.
이후 지밀직사사(知密直司事)를 거쳐, 예문관대제학(藝文館大提學)·창산군(昌山君)에 이르렀다.
1380년(우왕 6) 졸했으며, 시호는 문효(文孝)이다.

## 가족 관계
- 조부 - 성저(成貯)[10] : 선부전서(選部典書)
  - 아버지 - 성언신(成彦臣)[10] : 지임주사(知林州事)
  - 어머니 - 미상
    - 부인 - 미상
      - 아들 - 성부(成溥, 1359년 ~ ?) : 첨지중추원사(僉知中樞院事), 증(贈) 병조판서(兵曹判書)
      - 사위 - 서규(徐規)